# Список творів Раміна Джаваді
Це список творів ірано-німецького композитора та музичного продюсера Раміна Джаваді.
Джаваді написав і зпродюсував понад сотню музичних творів до фільмів і телебачення. Він найбільш відомий завдяки музичному супроводу серіалу HBO «Гра престолів», а також інших серіалів, таких як «Втеча з в'язниці», «Підозрюваний» та «Край „Дикий Захід“». Він також відомий музикою до таких фільмів, як «Тихоокеанський рубіж», «Залізна людина» та «Варкрафт». Він також працював разом з Еллі Голдінг над її піснею «Hollow Crown» з альбому For the Throne: Music Inspired Series HBO Game of Thrones. Джаваді отримав дві премії «Еммі» в категорії «Видатна музична композиція для серіалу» за роботу над саундтреками до 7 та 8 сезонів «Гри престолів» у 2018 та 2019 роках. Він також був номінований на премію «Греммі» в 2009, 2018 і 2020 роках.

## Дискографія
| Рік  | Назва                           | Прим. |
| ---- | ------------------------------- | ----- |
| 2007 | Втеча з в'язниці                |       |
| 2008 | Залізна людина                  |       |
| 2009 | Втеча з в'язниці (сезони 3 і 4) |       |
| 2010 | Битва титанів                   |       |
| 2010 | Medal of Honor                  |       |
| 2011 | Гра престолів (сезон 1)         |       |
| 2012 | Гра престолів (сезон 2)         |       |
| 2012 | Medal of Honor: Warfighter      |       |
| 2012 | Підозрюваний                    |       |
| 2013 | Гра престолів (сезон 3)         |       |
| 2013 | Тихоокеанський рубіж            |       |
| 2014 | Підозрюваний (сезон 2)          |       |
| 2014 | Гра престолів (сезон 4)         |       |
| 2015 | Гра Престолів (сезон 5)         |       |
| 2016 | Підозрюваний (сезони 3 та 4)    |       |
| 2016 | Warcraft: Початок               |       |
| 2016 | Гра Престолів (сезон 6)         |       |
| 2016 | Край «Дикий Захід» (сезон 1)    |       |
| 2016 | Велика стіна                    |       |
| 2017 | Гра Престолів (сезон 7)         |       |
| 2018 | Складки часу                    |       |
| 2018 | Край «Дикий Захід» (сезон 2)    |       |
| 2019 | Гра престолів (сезон 8)         |       |
| 2020 | Край «Дикий Захід» (сезон 3)    |       |
| 2021 | Вічні                           |       |
| 2021 | Surreal                         |       |
| 2022 | Uncharted                       |       |
| 2022 | Край «Дикий Захід» (сезон 4)    |       |
| 2022 | Дім дракона (сезон 1)           |       |

## Фільми

### 2000-ні
| Рік  | Назва                                               | Режисер(и)                         | Студія-виробник | Прим.                                                                   |
| ---- | --------------------------------------------------- | ---------------------------------- | --- | ----------------------------------------------------------------------- |
| 2001 | Shoo Fly                                            | Sajit Warrier                      | Н/Д | Короткометражний фільм                                                  |
| 2001 | Наскрізні поранення                                 | Анджей Бартков'як                  | Village Roadshow Pictures Silver Pictures                                                                                   | Незазначена додаткова музика. Партитуру написав Дейм Гріз і Джефф Рона  |
| 2002 | Teknolust                                           | Lynn Hershman Leeson               | ThinkFilm | З Клаусом Бадельтом                                                     |
| 2002 | Машина часу                                         | Simon Wells                        | Parkes/MacDonald Productions                                                                                                | Додаткове музичне оформлення. Партитуру написав Клаус Бадельт           |
| 2002 | К-19                                                | Кетрін Біґелоу                     | Intermedia Films National Geographic Society New Regency Pictures                                                           | Додаткове музичне оформлення. Партитуру написав Клаус Бадельт           |
| 2002 | Еквілібріум                                         | Курт Віммер                        | Dimension Films Blue Tulip Productions                                                                                      | Додаткове музичне оформлення. Партитуру написав Клаус Бадельт           |
| 2003 | Beat the Drum                                       | David Hickson                      | Z Productions | З Клаусом Бадельтом                                                     |
| 2003 | Рекрут                                              | Roger Donaldson                    | Touchstone Pictures Spyglass Entertainment                                                                                  | Додаткова музика. Партитуру написав Клаус Бадельт                       |
| 2003 | Банда Келлі                                         | Gregor Jordan                      | StudioCanal Working Title Films Australian Film Commission Film Finance Corporation Australia The Woss Group Endymion Films | Додаткова музика. Партитуру написав Клаус Бадельт                       |
| 2003 | База «Клейтон»                                      | Джон МакТірнан                     | Phoenix Pictures Intermedia Films                                                                                           | Додаткова музика. Партитуру написав Клаус Бадельт                       |
| 2003 | Manfast                                             | Tara Judelle                       | Н/Д | Додаткова музика. Партитуру написав Клаус Бадельт                       |
| 2003 | Пірати Карибського моря: Прокляття «Чорної перлини» | Гор Вербінскі                      | Walt Disney Pictures Jerry Bruckheimer Films                                                                                | Додаткова музика. Партитуру написали Клаус Бадельт і Ганс Циммер        |
| 2003 | Щось та віддаси                                     | Ненсі Меєрс                        | Columbia Pictures Warner Bros.                                                                                              | Додаткова музика. Партитуру написав Ганс Циммер                         |
| 2003 | Національна безпека                                 | Dennis Dugan                       | Columbia Pictures DreamWorks Pictures Castle Rock Entertainment                                                             | Додаткова музика. Партитуру написав Ренді Едельман                      |
| 2004 | Thunderbirds                                        | Джонатан Фрейкс                    | Universal Pictures | Створено разом із Гансом Циммером                                       |
| 2004 | Блейд: Трійця                                       | Девід С. Ґоєр                      | New Line Cinema | З The RZA                                                               |
| 2005 | Син Маски                                           | Lawrence Guterman                  | Radar Pictures Dark Horse Entertainment Gang of Seven Animation                                                             | Додаткова музика. Партитуру написав Ренді Едельман                      |
| 2005 | Бетмен: Початок                                     | Крістофер Нолан                    | DC Comics Syncopy Patalex III Productions Legendary Pictures                                                                | Додаткова музика. Партитуру написали Ганс Циммер і Джеймс Ньютон Говард |
| 2005 | Острів                                              | Майкл Бей                          | DreamWorks Pictures Warner Bros. Pictures                                                                                   | Додаткова музика. Партитуру написав Стів Яблонскі                       |
| 2005 | Невидимі діти                                       | Джордан Скотт Рідлі Скотт          | 01 Distribution | Кіноальманах — Jonathan (кроткометражний)                               |
| 2005 | Tom-Yum-Goong                                       | Prachya Pinkaew                    | Baa-ram-ewe | Додаткова музика. Партитуру написав Говард Дроссін                      |
| 2006 | Ask the Dust                                        | Robert Towne                       | Paramount Classics | З Ейтором Перейрою                                                      |
| 2006 | Сезон полювання                                     | Roger Allers Jill Culton           | Columbia Pictures Sony Pictures Animation                                                                                   | Н/Д                                                                     |
| 2006 | Boog and Elliot's Midnight Bun Run                  | Jill Culton Anthony Stacchi        | Columbia Pictures Sony Pictures Animation                                                                                   | Короткометражний фільм. З Полом Вестербергом                            |
| 2007 | Хто ви, містере Брукс?                              | Bruce A. Evans                     | Metro-Goldwyn-Mayer | Н/Д                                                                     |
| 2007 | Диявол і Деніел Вебстер                             | Алек Болдвін                       | Emmett/Furla Oasis | Додаткова музика («Lost Souls theme»). Партитуру написав Крістофер Янг  |
| 2007 | The ChubbChubbs Save Xmas                           | Cody Cameron                       | Columbia Pictures Sony Pictures Animation                                                                                   | Короткометражний фільм                                                  |
| 2008 | Fly Me to the Moon                                  | Ben Stassen                        | Summit Entertainment NWave Pictures Illuminata Pictures                                                                     | Н/Д                                                                     |
| 2008 | Список контактів                                    | Marcel Langenegger                 | 20th Century Fox | Н/Д                                                                     |
| 2008 | Залізна людина                                      | Джон Фавро                         | Paramount Pictures Marvel Studios                                                                                           | Саундтрек випущений Lionsgate. Запис зпродюсований Гансом Циммером      |
| 2008 | Сезон полювання 2                                   | Matthew O'Callaghan Todd Wilderman | Sony Pictures Home Entertainment Sony Pictures Animation                                                                    | Direct-to-video                                                         |
| 2009 | Ненароджений                                        | David S. Goyer                     | Universal Pictures Rogue Pictures                                                                                           | Саундтрек випущений Lakeshore Records                                   |
| 2009 | Medal of Honor                                      | Келін Петер Нецер                  | HI Film Productions | Оригінальна румунська назва: Medalia de onoare                          |

### 2010-ті
| Рік  | Назва                     | Режисер(и)                    | Студія-виробник                                 | Прим.                                   |
| ---- | ------------------------- | ----------------------------- | ----------------------------------------------- | --------------------------------------- |
| 2010 | Битва титанів             | Луї Летер'є                   | Warner Bros. Pictures Legendary Pictures        | Саундтрек випущений WaterTower Music    |
| 2010 | Воруши ластами            | Ben Stassen                   | StudioCanal NWave Pictures Illuminata Pictures  | Н/Д                                     |
| 2011 | Нічка жахів               | Craig Gillespie               | Touchstone Pictures DreamWorks Pictures         | Н/Д                                     |
| 2012 | Код доступу «Кейптаун»    | Даніель Еспіноса              | Universal Pictures                              | Н/Д                                     |
| 2012 | Воруши ластами 2          | Ben Stassen Vincent Kesteloot | StudioCanal NWave Pictures Illuminata Pictures  | Н/Д                                     |
| 2012 | Red Dawn                  | Dan Bradley                   | FilmDistrict Metro-Goldwyn-Mayer United Artists | Н/Д                                     |
| 2013 | Тихоокеанський рубіж      | Ґільєрмо дель Торо            | Warner Bros. Pictures Legendary Pictures        | Саундтрек випущений WaterTower Music    |
| 2013 | African Safari            | Ben Stassen                   | StudioCanal NWave Pictures                      | Н/Д                                     |
| 2013 | The House of Magic        | Ben Stassen Jeremy Degruson   | StudioCanal NWave Pictures                      | Н/Д                                     |
| 2014 | Дракула. Невідома історія | Gary Shore                    | Universal Pictures Legendary Pictures           | Саундтрек випущений Back Lot Music      |
| 2016 | Робінзон Крузо            | Vincent Kesteloot Ben Stassen | StudioCanal NWave Pictures                      | Н/Д                                     |
| 2016 | Warcraft: Початок         | Данкан Джонс                  | Universal Pictures Legendary Pictures           | Саундтрек випущений Back Lot Music      |
| 2017 | Велика стіна              | Чжан Їмоу                     | Universal Pictures Legendary Pictures           | Саундтрек випущений Milan Entertainment |
| 2017 | Гора між нами             | Гані Абу-Ассад                | 20th Century Fox                                | Н/Д                                     |
| 2018 | Складки часу              | Ava DuVernay                  | Walt Disney Pictures Whitaker Entertainment     | Саундтрек випущений Walt Disney Records |
| 2018 | Тонка людина              | Sylvain White                 | Screen Gems                                     | Н/Д                                     |
| 2019 | Королівський коргі        | Ben Stassen                   | NWave Pictures                                  |                                         |

### 2020-ті
| Рік  | Назва                | Режисер(и)        | Студія-виробник                                                                         | Прим.                                                |
| ---- | -------------------- | ----------------- | --------------------------------------------------------------------------------------- | ---------------------------------------------------- |
| 2020 | Elephant             | Mark Linfield     | Disney+ Disneynature                                                                    | Саундтрек випущений Walt Disney Records              |
| 2021 | Ремінісценція        | Ліза Джой         | Michael De Luca Productions Kilter films Warner Bros. Pictures FilmNation Entertainment | Саундтрек випущений WaterTower Music                 |
| 2021 | Вічні                | Хлої Чжао         | Marvel Studios Walt Disney Studios Motion Pictures                                      | Саундтрек випущений Marvel Music & Hollywood Records |
| 2021 | The Ravine           | Keoni Waxman      | Apple TV+ Amazon Google VOD Hope Messenger Media Hollywood Media Group                  | Н/Д                                                  |
| 2022 | Uncharted: Незвідане | Рубен Флейшер     | Columbia Pictures PlayStation Productions Atlas Entertainment Arad Productions          | Саундтрек випущений Sony Classical                   |
| 2022 | Боги геві-металу     | Peter Sollett     | Netflix                                                                                 | Н/Д                                                  |
| 2022 | Людина з Торонто     | Patrick Hughes    | Columbia Pictures Escape Artists Bron Creative Sony Pictures Releasing                  | Саундтрек випущений Sony Classical                   |
| 2022 | Night of the Cooters | Вінсент Д'Онофріо | Tripscope Studios                                                                       |                                                      |

## Телебачення
| Рік  | Назва                         | Режисер(и)                                                        | Канал            | Прим.                                    |
| ---- | ----------------------------- | ----------------------------------------------------------------- | ---------------- | ---------------------------------------- |
| 2003 | Saving Jessica Lynch          | Peter Markle                                                      | NBC              | Н/Д                                      |
| 2005 | Buffalo Dreams                | David Jackson                                                     | Disney Channel   | Н/Д                                      |
| 2005 | Faith of My Fathers           | Peter Markle                                                      | A&E (TV network) | Тільки партитура (тема Velton Ray Bunch) |
| 2009 | Prison Break: The Final Break | Part 1: Nick Santora Seth Hoffman Part 2: Zack Estrin Karyn Usher | Fox              | Н/Д                                      |

### Телесеріали
| Рік           | Назва                 | Епізод(и)     | Прим.                                                    |
| ------------- | --------------------- | ------------- | -------------------------------------------------------- |
| 2004          | The Grid              | 6             | Н/Д                                                      |
| 2005          | Threshold             | «Revelations» | Н/Д                                                      |
| 2005–09, 2017 | Втеча з в'язниці      | 90            | Саундтрек випущений Varèse Sarabande                     |
| 2006          | Blade: The Series     | 13            | Н/Д                                                      |
| 2009–2010     | Проблиски майбутнього | 22            | Н/Д                                                      |
| 2011–2012     | Королі втечі          | 23            | Н/Д                                                      |
| 2011–2019     | Гра престолів         | 73            | Саундтрек випущений Varèse Sarabande та WaterTower Music |
| 2011–2016     | Підозрюваний          | 103           | Саундтрек випущений Varèse Sarabande                     |
| 2014–2017     | Штам                  | 46            | Н/Д                                                      |
| 2016–2022     | Край «Дикий Захід»    | 36            | Саундтрек випущений WaterTower Music                     |
| 2018–present  | Джек Раян             | 16            | Саундтрек випущений La-La-Land Records                   |
| 2020          | Дивовижні історії     | 1             | Епізод «The Heat» спільно з Brandon Campbell             |
| 2022          | Дім дракона           | 10            | Саундтрек випущений WaterTower Music                     |

## Відеоігри
| Рік  | Назва                      | Розробник(и)                                                            | Прим.                                                                  |
| ---- | -------------------------- | ----------------------------------------------------------------------- | ---------------------------------------------------------------------- |
| 1999 | System Shock 2             | Irrational Games Looking Glass Studios                                  | Написано з Josh Randall та Eric Brosius Зазначений як Audio Technician |
| 2000 | Thief II                   | Looking Glass Studios                                                   | Написано з Eric Brosius Зазначений як Audio Technician                 |
| 2010 | Medal of Honor             | Danger Close Games (singleplayer) EA Digital Illusions CE (multiplayer) | Н/Д                                                                    |
| 2011 | Shift 2: Unleashed         | Slightly Mad Studios                                                    | Написано з:                                                            |
| 2012 | Medal of Honor: Warfighter | Danger Close Games                                                      | Н/Д                                                                    |
| 2016 | Game of Thrones            | Telltale Games                                                          | Додаткова музика Партитуру склав Jared Emerson-Johnson                 |
| 2016 | Gears of War 4             | The Coalition                                                           | Додаткова музика Brandon Campbell                                      |
| 2019 | Gears 5                    | The Coalition                                                           | Додаткова музика Brandon Campbell                                      |
| 2021 | New World                  | Amazon Games                                                            | Спільно з Brandon Campbell                                             |
| 2022 | The Diofield Chronicle     | Square Enix Lancarse Ltd.                                               | Спільно з Brandon Campbell                                             |
| 2022 | New World: Brimstone Sands | Amazon Games                                                            | Спільно з Brandon Campbell                                             |
| 2023 | Honor of Kings             | TiMi Studio Group                                                       | Концептуальна тема «Wonders of Navenia» та «Voyage»                    |

## Концертні тури
| 2017–2019 | Game of Thrones Live Concert Experience | 20 лютого 2017 — 5 жовтня 2019 (Північна Америка та Європа) | 69 |
| Живий концерт «Гри престолів», дебютний концертний тур Джаваді, в якому прозвучала музика з 1-го–8-го сезонів «Гри престолів». |                                         |                                                             |    |

## Нагороди
| Рік  | Твір                   | Нагорода                                     | Категорія                                                                  | Прим.                                                 | Результат | Джерело       |
| ---- | ---------------------- | -------------------------------------------- | -------------------------------------------------------------------------- | ----------------------------------------------------- | --------- | ------------- |
| 2006 | Втеча з в'язниці       | 58th Primetime Creative Arts Emmy Awards     | Outstanding Original Main Title Theme Music                                |                                                       | Номінація | [ 4 ]         |
| 2006 | Бетмен: Початок        | ASCAP Awards                                 | Top Box Office Films                                                       | Спільно з: Джеймс Ньютон Говард та Ганс Циммер        | Перемога  |               |
| 2007 | Хто ви, містере Брукс? | World Soundtrack Awards                      | Discovery of the Year                                                      |                                                       | Номінація |               |
| 2007 | Сезон полювання        | ASCAP Awards                                 | Top Box Office Films                                                       | Спільно з: Paul Westerberg                            | Перемога  |               |
| 2009 | Залізна людина         | 35th Saturn Awards                           | Best Score                                                                 |                                                       | Номінація |               |
| 2009 | Залізна людина         | 51st Annual Grammy Awards                    | Best Score Soundtrack for Motion Picture, Television or Other Visual Media |                                                       | Номінація | [ 5 ]         |
| 2009 | Залізна людина         | ASCAP Awards                                 | Top Box Office Films                                                       |                                                       | Перемога  | [ 6 ]         |
| 2010 | Проблиски майбутнього  | 62nd Primetime Creative Arts Emmy Awards     | Outstanding Music Composition for a Series                                 | Епізод: «No More Good Days»                           | Номінація | [ 7 ]         |
| 2011 | Гра престолів          | International Film Music Critics Association | Best Original Score for a Television Series                                |                                                       | Номінація | [ 8 ]         |
| 2011 | Битва титанів          | ASCAP Awards                                 | Top Box Office Films                                                       |                                                       | Перемога  |               |
| 2012 | Гра престолів          | ASCAP Awards                                 | Top Television Series                                                      |                                                       | Перемога  | [ 9 ]         |
| 2013 | Гра престолів          | ASCAP Awards                                 | Top Television Series                                                      |                                                       | Перемога  | [ 10 ]        |
| 2013 | Підозрюваний           | ASCAP Awards                                 | Top Television Series                                                      | Спільно з: Дж. Дж. Абрамс                             | Перемога  | [ 10 ]        |
| 2013 | Код доступу «Кейптаун» | ASCAP Awards                                 | Top Box Office Films                                                       |                                                       | Перемога  | [ 10 ]        |
| 2013 | Гра престолів          | International Film Music Critics Association | Best Original Score for a Television Series                                |                                                       | Номінація | [ 11 ]        |
| 2014 | Гра престолів          | 66th Primetime Creative Arts Emmy Awards     | Outstanding Music Composition For A Series                                 | Епізод: «The Mountain and the Viper»                  | Номінація | [ 12 ]        |
| 2014 | Гра престолів          | Hollywood Music in Media Awards              | Best Original Score—TV Show/Digital Streaming Series                       |                                                       | Номінація | [ 13 ] [ 14 ] |
| 2016 | Гра престолів          | World Soundtrack Awards                      | Television Composer of the Year                                            | Також: Підозрюваний, Штам та Край «Дикий Захід»       | Номінація | [ 15 ]        |
| 2016 | Гра престолів          | International Film Music Critics Association | Best Original Score for a Television Series                                |                                                       | Перемога  | [ 16 ]        |
| 2016 | Край «Дикий Захід»     | International Film Music Critics Association | Best Original Score for a Television Series                                |                                                       | Номінація | [ 17 ]        |
| 2016 | Гра престолів          | International Film Music Critics Association | Film Music Composition of the Year                                         | Раміну Джаваді за «Light of the Seven»                | Номінація | [ 17 ]        |
| 2017 | Край «Дикий Захід»     | 69th Primetime Creative Arts Emmy Awards     | Outstanding Original Main Title Theme Music                                |                                                       | Номінація | [ 18 ]        |
| 2018 | Гра престолів          | 60th Annual Grammy Awards                    | Best Score Soundtrack For Visual Media                                     |                                                       | Номінація | [ 19 ]        |
| 2018 | Гра престолів          | World Soundtrack Awards                      | Best Television Composer of the Year                                       | Також: Штам (сезон 4) та Край «Дикий Захід» (сезон 2) | Перемога  | [ 20 ]        |
| 2018 | Гра престолів          | 70th Primetime Creative Arts Emmy Awards     | Outstanding Music Composition For A Series                                 | Епізод: «The Dragon and the Wolf»                     | Перемога  | [ 21 ]        |
| 2018 | Край «Дикий Захід»     | 70th Primetime Creative Arts Emmy Awards     | Outstanding Music Composition For A Series                                 | Епізод: «Akane no Mai»                                | Номінація | [ 21 ]        |
| 2019 | Гра престолів          | 71st Primetime Creative Arts Emmy Awards     | Outstanding Music Composition For A Series                                 | Епізод: «Довга Ніч»                                   | Перемога  | [ 22 ] [ 23 ] |
| 2019 | Гра престолів          | World Soundtrack Awards                      | Best Television Composer of the Year                                       | Також: Джек Раян (сезон 1)                            | Номінація | [ 24 ]        |
| 2020 | Гра престолів          | 62nd Annual Grammy Awards                    | Best Score Soundtrack For Visual Media                                     |                                                       | Номінація | [ 25 ]        |